# 贡嘎山镇
贡嘎山镇，是中华人民共和国四川省甘孜藏族自治州康定市下辖的一个乡镇级行政单位。2019年12月，撤销贡嘎山乡，设立贡嘎山镇，以原贡嘎山乡所属行政区域为贡嘎山镇的行政区域，贡嘎山镇人民政府驻迎宾大道1号。

## 行政区划
贡嘎山镇下辖以下地区：
六巴村、色乌绒一村、色乌绒二村、上城子村、下城子村、木居上村、木居下村、玉龙西村和贡嘎山村。